# Mimi Keene
Mimi Keene (ur. 5 sierpnia 1998) – angielska aktorka, która wystąpiła m.in. w serialu Sex Education i filmie Tolkien.

## Filmografia

### Filmy
| Rok  | Tytuł      | Rola              | Uwagi       |
| ---- | ---------- | ----------------- | ----------- |
| 2017 | The Escape | Megan             | krótkometr. |
| 2019 | Ścigane    | Claire            |             |
| 2019 | Tolkien    | młoda Edith Bratt |             |

### Telewizja
| Rok        | Tytuł            | Rola                    | Uwagi                    |
| ---------- | ---------------- | ----------------------- | ------------------------ |
| 2013       | Sadie J          | Brandy May Lou          | 1 odc.                   |
| 2013       | Our Girl         | Jade Dawes              | pilot                    |
| 2013; 2014 | Children in Need | T-Girl; Carnival Dancer | 2 odc.                   |
| 2013–2015  | EastEnders       | Cindy Williams          | w gł. obsadzie; 122 odc. |
| 2016       | Na sygnale       | Lana Westmore           | 1 odc.                   |
| 2019–2023  | Sex Education    | Ruby Matthews           | w gł. obsadzie           |